# Heinz Isler
Heinz Isler (Zurique, 19 de fevereiro de 1960) é um ex-ciclista de pista suíço. Competiu nos Jogos Olímpicos de Verão de 1980 e 1984, onde terminou respectivamente em sexto e décimo lugar na prova de 1 km contrarrelógio. Ainda nos Jogos de 1980, participou na prova de velocidade, terminando em sexto.